# Dream Kid
Dream Kid is het eerste studioalbum van de combinatie Sutherland Brothers and Quiver. Met hun vorige muziekalbum ging de band meer de richting folkrock op en de broertjes hadden een wat “steviger” begeleiding nodig. Dit kwam door een samensmelting met de band Quiver, die twee elpees voor Warner Brothers had opgenomen. De band staat ook als een rockband afgebeeld op de achterzijde van de platenhoes. Het album is opgenomen in de Island Studios onder leiding van Muff Winwood. Het muziekalbum verscheen in eerste instantie via Island Records, maar werd later uitgegeven door CBS, de compact disc verscheen onder de vlag Sony Rewind. Tim Renwick van Quiver voerde de lijst met musici aan. Renwick, Thomas en Wood speelden tevens bij Al Stewart; Terry Comer van Ace viel weleens in, aldus Rob Stenders namens Paul Carrack bij de uitleg van Ace' hit How Long?.

## Musici
- Tim Renwick – gitaar, zang
- Gavin Sutherland – zang, gitaar
- Iain Sutherland – zang, gitaar
- Bruce Thomas – basgitaar
- Peter Wood – toetsinstrumenten
- Willie Wilson – slagwerk

## Composities
| Nr. | Titel                                               | Duur |
| --- | --------------------------------------------------- | ---- |
| 1.  | You and me (Iain)                                   | 4:20 |
| 2.  | I hear thunder (Iain)                               | 4:37 |
| 3.  | Flying down to Rio (Iain)                           | 2:30 |
| 4.  | Seagull/Lonely love (Gavin)                         | 4:28 |
| 5.  | Champion the underdog (Iain)                        | 4:16 |
| 6.  | Bluesy world (Iain)                                 | 2:43 |
| 7.  | Bad loser (Gavin)                                   | 2:05 |
| 8.  | Dream Kid (Iain, Gavin)                             | 3:12 |
| 9.  | Maker (Iain)                                        | 4:35 |
| 10. | Rollin’ away; Rocky Road, Saved by the angel (Iain) | 5:55 |